# Strangeland (album)
Strangeland è il quarto album in studio del gruppo musicale britannico Keane, pubblicato il 7 maggio 2012 dalla Island Records.

## Antefatti
Il gruppo iniziò a lavorare su alcune demo di Strangeland nel 2010; a maggio dell'anno successivo i Keane si sono incontrati con il produttore Dan Grech-Marguerat, il quale secondo il pianista Tim Rice-Oxley è «un fan sfegatato dei Keane». Il produttore ha spiegato che il gruppo voleva «ritornare a scrivere i brani come fecero nei primi due album [Hopes and Fears e Under the Iron Sea]», cercando pertanto di realizzare un disco che suonasse «ricco e semplice». Secondo sempre Rice-Oxley, l'album si ispira principalmente all'album dei Vaccines What Did You Expect from the Vaccines? (2011), prodotto anch'esso da Grech-Marguerat: «Ci piace il lavoro svolto da Dan Grech con l'album dei Vaccines. [...] Aveva prodotto anche alcuni dischi dei Radiohead e prodotto il secondo album degli Howling Bells, che adoro».

## Concezione
Si tratta del primo album realizzato con il bassista Jesse Quin in veste di membro ufficiale e, a differenza dell'album precedente del 2008, Strangeland si concentra maggiormente sul songwriting, in quanto il gruppo, su quanto affermato dal cantante Tom Chaplin, voleva che il disco «fosse meno incentrato sulla produzione perché volevamo assicuraci che le canzoni fossero grandi. Si scrivono un sacco di brani di merda prima di arrivare a quelli buoni». Chaplin inoltre ribadì il fatto che il sound dell'album è una rievocazione dei primi dischi composti dal gruppo, definendo Perfect Symmetry «un po' auto-indulgente».
Rice-Oxley ha descritto Strangeland come un disco «molto emozionante. La title track parla del partire in un certo percorso della vita e di pensare che si sta procedendo verso una direzione, ma scoprendo dopo che la vita ha preso un'altra direzione. Praticamente ogni canzone dell'album parla di questo. [Ma] è un disco più promettente di quanto possa sembrare!»

## Pubblicazione
L'album è stato commercializzato il 7 maggio 2012 in edizione CD, vinile e download digitale. Oltre all'edizione standard, i Keane hanno reso disponibili anche due edizioni speciali: la prima contiene quattro bonus track (tra cui anche la title track) mentre la seconda, denominata Book Edition, è costituito da un libro che contiene alcune fotografie, un breve racconto dello scrittore William Boyd, i quatro brani aggiunti sopra menzionati e un DVD che racchiude il concerto in acustico al Sea Fog e i due trailer dell'album.

## Accoglienza
Strangeland ha incontrato generalmente recensioni positive non appena è stato pubblicato: Chuck Campbell del Knoxville News Sentinel ha dato all'album 4 stelle sue 5, affermando che Strangeland presenta «brani [che] sono molto complessi, i loro messaggi più complessi e la sfumatura sonora satura in una brillantezza enfatica», mentre ha elogiato il produttore Dan Grech-Marguerat per aver «dato equilibrio al dramma e per aver permesso che le melodie avvolgessero gli ascoltatori trasportandoli via». Sputnikmusic ha assegnato all'album un voto di 3,5/5, commentando che mentre «non c'è nulla di impressionante nella sezione strumentale dell'album», Strangeland presenta «concetti lirici interessanti e un'atmosfera coesiva», concludendo che «è un buon ma non ottimo disco che sarà apprezzato dai fan dei Keane classici». Helen Lear di The Music ha scritto che Strangeland «suonerà comunque per alcuni come un disco indie pop» e «più o meno quello che ci si aspetta dai Keane», ma «il tempo è notevolmente più ottimista e lo stile più diversificato rispetto ai precedenti album» e «offre un po' di divertimento in uno stile maturo che potrebbe attrarre nuovi fan a prendere un ascolto». Ian Gittins di Virgin Media ha detto che il disco è stato «un importante passo musicale indietro rispetto al volontario sperimentalismo affrontato in Perfect Symmetry, un album che ha visto i Keane assumere il produttore dance Stuart Price e che li ha allontanati dalla loro zona di comfort», mentre Strangeland «riporta nuovamente [il gruppo] sui propri passi».
Altri critici, tuttavia, hanno giudicato in maniera negativa l'album: Chris Roberts di BBC lo ha criticato, classificandolo come «un triste passo indietro» e definendolo «un imperturbabile ed affrettato ritorno alla zona di comfort», e il gruppo, per la «mancanza di sangue, budella e muscoli», mentre John Murphy di musicOMH diede a Strangeland due stelle su stelle, criticando le melodie, giudicate «noiose e facilmente prevedibili», e definendo l'album «una dimostrazione positiva che l'andare sul sicuro non sempre è l'opzione migliore».

## Tracce
Testi e musiche di Tim Rice-Oxley, Tom Chaplin, Richard Hughes e Jesse Quin.
1. You Are Young – 3:34
2. Silenced by the Night – 3:16
3. Disconnected – 3:57
4. Watch How You Go – 3:40
5. Sovereign Light Café – 3:38
6. On the Road – 3:56
7. The Starting Line – 4:12
8. Black Rain – 3:46
9. Neon River – 4:52
10. Day Will Come – 3:11
11. In Your Own Time – 3:43
12. Sea Fog – 3:23

Tracce bonus nell'edizione deluxe di iTunes e nell'edizione speciale su CD
1. Strangeland – 4:34
2. Run with Me – 3:30
3. The Boys – 3:32
4. It's Not True – 3:49
5. Myth – 4:55 – presente esclusivamente nell'edizione giapponese su CD

DVD bonus presente nella Book Edition
- Acoustic Performances: Live at Sea Fog

1. Silenced by the Night – 3:19
2. The Starting Line – 4:16
3. Sovereign Light Café – 3:38
4. Disconnected – 4:02
5. Watch How You Go – 3:51

- Strangeland Trailers

1. Trailer One – 2:27
2. Trailer Two – 2:25

## Formazione
Hanno partecipato alle registrazioni, secondo le note di copertina:
Gruppo
- Tom Chaplin – voce, chitarra
- Tim Rice-Oxley – tastiera, chitarra, percussioni, cori
- Jesse Quin – basso, chitarra, cori
- Richard Hughes – batteria, percussioni, cori

Altri musicisti
- David Fridmann – programmazione aggiuntiva (tracce 5 e 6)

Produzione
- Dan Grech-Marguerat – produzione, ingegneria del suono, missaggio
- Keane – produzione
- Tom Hough – ingegneria del suono
- Duncan Fuller – assistenza al missaggio
- Bob Ludwig – mastering

## Classifiche
| Classifica (2012)     | Posizione massima |
| --------------------- | ----------------- |
| Australia             | 49                |
| Austria               | 20                |
| Belgio (Fiandre)      | 9                 |
| Belgio (Vallonia)     | 4                 |
| Canada                | 14                |
| Danimarca             | 9                 |
| Finlandia             | 40                |
| Francia               | 11                |
| Germania              | 5                 |
| Irlanda               | 1                 |
| Italia                | 23                |
| Messico               | 16                |
| Norvegia              | 4                 |
| Nuova Zelanda         | 38                |
| Paesi Bassi           | 1                 |
| Portogallo            | 5                 |
| Regno Unito           | 1                 |
| Spagna                | 5                 |
| Stati Uniti           | 17                |
| Stati Uniti (digital) | 7                 |
| Stati Uniti (rock)    | 6                 |
| Svezia                | 38                |
| Svizzera              | 3                 |